# توماس ادسا
توماس ادسا (انگلیسی: Thomas of Edessa; – ۱ ژانویهٔ ۰۵۴۰) نویسنده، و یک متکلم کلیسای مشرق بود که چندین اثر به زبان سریانی نوشت  که اکثر آنها گم شدند.
توماس در ادسا تحصیل کرد. در آنجا او زبان یونانی را به پدرسالار آینده، مارآبا آموخت. او بعداً با ابا به دور  امپراتوری روم از جمله به پایتخت آن، قسطنطنیه سفر کرد.